# Kembang Seri (Talo)
Kembang Seri is een bestuurslaag in het regentschap Seluma van de provincie Bengkulu, Indonesië. Kembang Seri telt 470 inwoners (volkstelling 2010).